# Barton (Yorkshire du Nord)
Pour les articles homonymes, voir Barton.
Barton est un village et une paroisse civile du Yorkshire du Nord, en Angleterre.